# Беата
Беа́та (лат. Beata) — женское имя, распространённое в католических странах Европы. В переводе с латинского языка — «счастливая», «блаженная».
Ср. Беатриса (лат. Beatrix) — «приносящая счастье», «благословляющая».